# Стрептов
Стре́птов (укр. Стрептів) — село в Каменка-Бугской городской общине Львовского района Львовской области Украины.
Население по переписи 2001 года составляло 1065 человек. Занимает площадь 2,405 км². Почтовый индекс — 80451. Телефонный код — 3254.